# Fujian Nanzi Paiqiu Dui
Il Fujian Nanzi Paiqiu Dui è una società pallavolistica cinese con sede a Fuzhou, militante nel massimo campionato cinese, la Volleyball League A.

## Storia
Il Fujian Nanzi Paiqiu Dui viene fondato nel 1958, prendendo parte esclusivamente a competizioni amatoriali fino alla nascita del campionato cinese, quando nel 1996 la squadra viene iscritta alla serie cadetta. Resta in Volleyball League B fino al 2001, anno ne quale centra la promozione nella massima serie, esordendo così nella Volleyball League A nella stagione 2001-02, concludendo tuttavia in dodicesima ed ultima posizione e retrocedendo immediatamente.
Dopo tre stagioni nella serie cadetta, torna in Volleyball League A nel 2005: questa volta termina la stagione 2005-06 al nono posto, centrando la salvezza, per poi retrocede al termine della stagione seguente a causa della riduzione del numero di squadre nella massima serie.
Promossa nuovamente in massima serie nel 2011, centra la salvezza al Challenge match sia nel campionato 2011-12 che nel campionato 2012-13. Per la stagione 2013-14 il club ingaggia i primi giocatori della propria storia, il canadese Dallas Soonias ed il finlandese Mikko Oivanen, concludendo la stagione in sesta posizione.

## Rosa 2015-2016
| N° | Nome            | Ruolo | Data di nascita   | Nazionalità sportiva |
| -- | --------------- | ----- | ----------------- | -------------------- |
| 1  | Yao Qingda      | C     | 27 novembre 1992  | Cina                 |
| 2  | Lai Xiaomin     | P     | 17 agosto 1982    | Cina                 |
| 3  | Lin Guolin      | S     | 2 settembre 1990  | Cina                 |
| 4  | Lin Mingsheng   | S     | 26 settembre 1995 | Cina                 |
| 5  | Rao Shuhan      | C     | 23 dicembre 1996  | Cina                 |
| 6  | Ning Pengju     | S/O   | 16 novembre 1995  | Cina                 |
| 7  | Xu Hanhua       | C     | 30 marzo 1991     | Cina                 |
| 8  | Guo Cheng       | P     | 12 novembre 1994  | Cina                 |
| 9  | Chen Yiyang     | C     | 15 maggio 1995    | Cina                 |
| 10 | Bian Jianyu     | S/O   | 1º gennaio 1995   | Cina                 |
| 11 | Ke Junhuang     | L     | 28 giugno 1994    | Cina                 |
| 12 | Shi Jianping    | S     | 27 aprile 1995    | Cina                 |
| 13 | Jin Yijian      | S     | 7 marzo 1995      | Cina                 |
| 14 | Chen Qiaofeng   | S/O   | 8 marzo 1994      | Cina                 |
| 15 | Teng Shupeng    | L     | 10 giugno 1995    | Cina                 |
| 16 | Guan Jian       | P     | 29 ottobre 1995   | Cina                 |
| 17 | Lin Hong        | S     | 8 febbraio 1999   | Cina                 |
| 18 | Yu Guanghui     | S/O   | 6 marzo 1995      | Cina                 |
| 19 | Chen Chien-chen | S     | 20 novembre 1989  | Taipei cinese        |